# Opuntia excelsa
Opuntia excelsa ist eine Pflanzenart in der Gattung der Opuntien (Opuntia) aus der Familie der Kakteengewächse (Cactaceae). Das Artepitheton excelsa stammt aus dem Lateinischen, bedeutet ‚hoch‘ und verweist auf die Wuchsform der Art.

## Beschreibung
Opuntia excelsa wächst baumförmig und verzweigt oberhalb der Bodenoberfläche mit 2 bis 4 Meter hohen Zweigen. Es wird ein deutlicher 5 bis 6 Meter hoher Stamm  mit Durchmessern von bis zu 40 Zentimeter ausgebildet. Die glänzend dunkelgrünen, glatten, dünnen, verkehrt eiförmigen bis gestutzten Triebabschnitte sind unterhalb der Areolen häufig rötlich purpurn gefärbt. Sie sind 23 bis 30 Zentimeter lang und 17 bis 22 Zentimeter breit. Die sich auf Höckern befindenden Areolen sind elliptisch. Die kleinen Glochiden sind gelb. Die ein bis zwei (selten drei bis fünf), häufig auch fehlenden Dornen sind nur an den unteren Teilen der Triebabschnitte vorhanden. Sie sind kräftig, gerade oder leicht gebogen und weißlich grau mit einer dunkleren Spitze. Die Dornen sind 0,4 bis 1,8 Zentimeter lang.
Die gelblichen bis hellrosafarbenen Blüten besitzen dunklere rötliche Perianthspitzen oder ein ebensolches Zentrum. Sie weisen Durchmesser von bis zu 7 Zentimeter auf. Die feigen- bis birnenförmigen Früchte sind rötlich purpurfarben und 7 bis 8 Zentimeter lang.

## Verbreitung, Systematik und Gefährdung
Opuntia excelsa ist in den mexikanischen Bundesstaaten Jalisco und Colima verbreitet.
Die Erstbeschreibung erfolgte 1972 durch Hernándo Sánchez-Mejorada.
In der Roten Liste gefährdeter Arten der IUCN wird die Art als „Least Concern (LC)“, d. h. als nicht gefährdet geführt. Die Entwicklung der Populationen wird als stabil angesehen.

## Nachweise